# MS St. Louis
Az MS St. Louis német óceánjáró utasszállító hajó volt, amely leginkább egy 1939-es útjáról nevezetes. Ekkor a hajó kapitánya, Gustav Schröder 900 németországi zsidó menekültnek próbált új otthont találni, miután a kubai hatóságok megtagadták a menekültektől a belépést. Az utazás történetét 1974-ben Gordon Thomas és Max Morgan-Witts könyvben dolgozta fel, amely az Elkárhozottak útja (Voyage of the Damned) címet kapta. 1976-ban hasonló címmel egy filmet is forgattak.

## Előélete
A hajót a brémai Bremer-Vulcan hajóépítő üzemben kezdték építeni 1925-ben, 1928-ban bocsátották vízre, és 1929-ben tette meg első útját. A hajót dízelmotorok hajtották, és elsősorban a Hamburg – New York útvonalon közlekedett, Halifax és Új-Skócia érintésével. Időnként karib-tengeri hajóutakra is igénybe vették. Összesen 973 utas fért el fedélzetén.

## Az elkárhozottak útja
Az MS St. Louis 1939. május 13-án Hamburgból indult Kubába, fedélzetén 930 zsidó és hét másik emigránssal (többségük a németországi náci üldözések ellen menekült.  Miután a hajó megérkezett Havanna kikötőjébe, a Federico Laredo Brú vezetése alatt álló kubai kormány megtagadta a menekülteknek, hogy turistaként (mivel a turistavízumokra vonatkozó szabályozás nem sokkal korábban megváltoztatták) vagy politikai menekültként belépjenek az országba.  A tárgyalások során kiderült, hogy fejenként 500 dollár pótdíj megfizetése esetén megkapták volna a vízumot, de a menekültek nagy többsége nem rendelkezett ennyi pénzzel. A kubai kormány követelései miatt kis híján lázadás tört ki a fedélzeten. Két utas öngyilkosságot kísérelt meg, és tucatnyian fenyegetőztek azzal, hogy véget vetnek életüknek. A problémák ellenére 29 utasnak sikerült megszerezni a szükséges engedélyeket, és partra szállhattak Havannában.

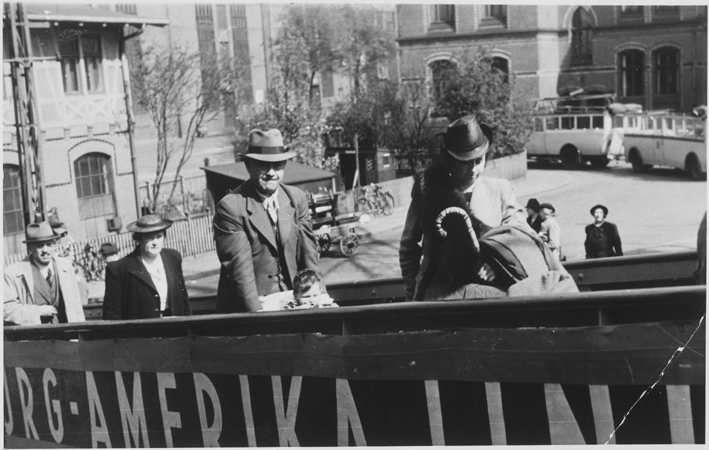
Behajózás Hamburg kikötőjében

### Turista vagy menekült
1939 elején a kubai hatóságok megváltoztatták az ún. 55. rendeletet, amely a menekültek és turisták belépésével kapcsolatos szabályokat tartalmazta. A jogszabály szerint a turisták mindenféle korlátozás nélkül beléphettek Kubába, míg a politikai menekülteknek vízummal kellett rendelkezni, és 500 dollár óvadékot kellett letenni belépés előtt. A szabályozás egyetlen hiányossága az volt, hogy nem határozta meg pontosan, hogy kell a turistákat a menekültektől megkülönböztetni. A bevándorlási hivatal igazgatója, Manuel Benitez kezdetben hasznot húzott a joghézagból, és az SS St. Louis utasainak 150 dollár fejében belépési engedélyeket kezdett árulni (amit csak turisták vásárolhattak meg). Kuba elnöke, Frederico Laredo Bru, felfedezte Benitez ügyeskedését, és miután az utóbbi megtagadta, hogy a hasznot megossza az elnökkel, illetve kihasználva az országban uralkodó idegenellenes hangulatot, elfogadtatta a 937. rendeletet, amely lezárta az 55. rendelet kiskapuját.
Ezt követően a St. Louis utasai már nem léphettek be Kubába turistaként, mivel nem tudtak állandó lakcímet feltüntetni Németországban. Az Egyesült Államokba se tudtak belépni, miután 1924-ben bevezették a bevándorlási kvótákat. Ennek ellenére Cordell Hull amerikai külügyminiszter és Henry Morgenthau pénzügyminiszter, Franklin D. Roosevelt bizalmas tanácsadói, megpróbálták rávenni Kubát, hogy befogadja a menekülteket, azonban nem jártak sikerrel. Az amerikai parti őrség ugyan nem kapott parancsot a menekülteket szállító hajó megállítására, de nem is készültek fel a fogadásukra. Miután a St. Louis elhajózott az amerikai partok elől, kanadai tudósok és vallási vezetők egy csoportja megpróbálta rávenni William Lyon Mackenzie King kanadai miniszterelnököt, hogy fogadja be a menekülteket, akik ekkor kétnapi hajóútra voltak Halifax várostól. Azonban a bevándorlási hivatal vezetői és a zsidókkal szemben ellenséges miniszterek rávették a miniszterelnököt arra, hogy ne avatkozzon be.

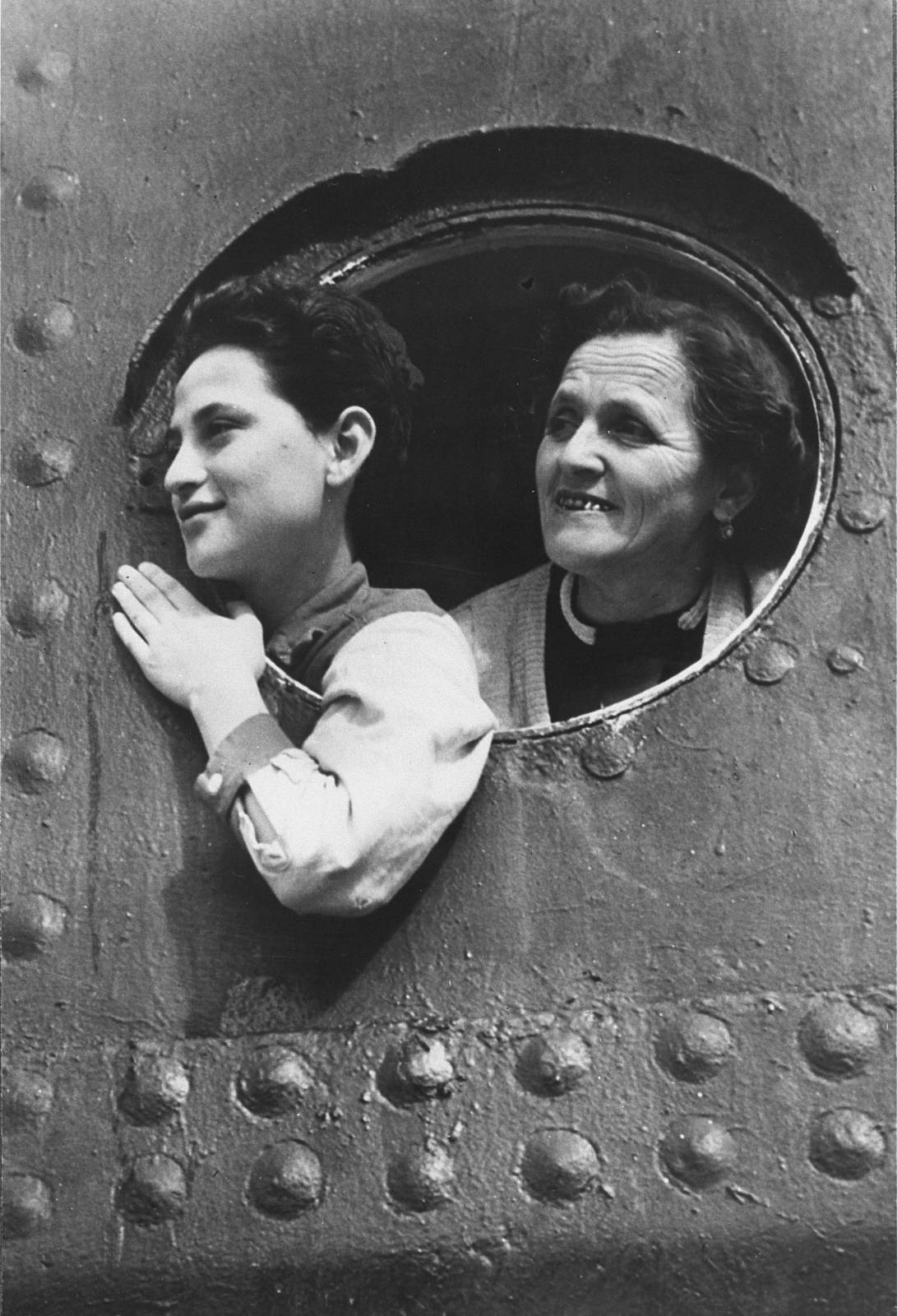
Zsidó menekültek az MS St. Louis fedélzetén.

## További kísérletek
Gustav Schröder kapitány, a hajó parancsnoka német származású, keresztény, de náciellenes beállítottságú volt, és mindent megtett azért, hogy a fedélzeten utazó menekültek megfelelő bánásmódban részesüljenek. Zsidó istentiszteleteket szervezett, és utasította a hajó személyzetét, hogy úgy bánjanak a menekültekkel, mint bármely másik utassal. Ahogyan a fedélzeten egyre rosszabb lett a hangulat és a menekültek helyzete, személyesen kapcsolódott be a tárgyalásokba, hogy biztonságos kikötőt találjon (egy ideig azt fontolgatta, hogy zátonyra futtatja a hajót a brit partok előtt, hogy a fedélzeten lévőket a britek, mint hajótörötteket, kénytelenek legyenek befogadni). Megtagadta a visszatérést Németországba egészen addig, amíg minden utas partra nem szállhatott egy másik országban.
Időközben amerikai, brit és európai diplomaták dolgoztak azon, hogy megoldást találjanak a St. Louis menekültjeinek problémájára. A hajó visszatérhetett Európába és Antwerpen kikötőjében állt meg. Nagy-Britannia ekkor vállalta 288 menekült befogadását, akik Antwerpenben partra szállhattak, és kisebb hajókkal Nagy-Britanniába utazhattak. Hosszadalmas tárgyalások után a maradék 619 utas partra szállhatott Antwerpenben, közülük 224-et Franciaország fogadott be, 214-et Belgium, 181-et Hollandia.

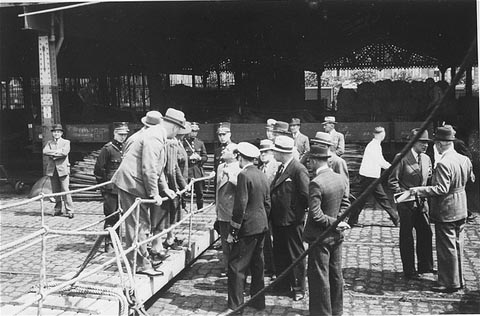
A St. Louis kapitánya, Gustav Schröder belga hivatalnokokkal tárgyal Antwerpen kikötőjében.

Miután a második világháborúban Németország elfoglalta Belgiumot és Hollandiát, illetve részben megszállta Franciaországot is, a St. Louis utasai ismét veszélybe kerültek. A zsidók túlélési esélyeit kiszámolva a Voyage of the Damned szerzői, Thomas és Morgan-Witts arra a következtetésre jutottak, hogy a menekültek közül kb. 700 túlélhette a háborút.
Később azonban Scott Miller és Sarah Ogilvie, az United States Holocaust Memorial Museum kutatói kutatásaik révén pontosabb képet tudtak felvázolni az St. Louis utasainak sorsáról:
|  | „"A St. Louis 620 utasából, akik visszatértek a kontinentális Európába, 87-en tudtak emigrálni, mielőtt 1940. május 10-én Németország lerohanta Nyugat-Európát. A Belgiumban, Franciaországban és Hollandiában befogadott menekültek közül összesen 254-en haltak meg a holokauszt során. Legtöbbjük Auschwitzban és Sobiborban halt meg, a többiek különféle koncentrációs táborokban, menekülttáborokban vagy a nácik elől menekülve, rejtőzve haltak meg. A többi 365 utas túlélte a háborút."” |
|  | |

## A hajó további sorsa
Visszatérére után a St. Louis a német haditengerészet hálóhajójaként szolgált 1940 és 1944 között. Az 1944. augusztus 30-i Kiel elleni bombatámadásban komoly sérüléseket szenvedett, de a háború után kijavították és 1946-tól hotelként funkcionált Hamburgban. 1952-ben vonták ki végleg a szolgálatból.

## Fordítás
- Ez a szócikk részben vagy egészben  a   MS St. Louis című angol Wikipédia-szócikk fordításán alapul.  Az eredeti cikk szerkesztőit annak laptörténete sorolja fel. Ez a jelzés csupán a megfogalmazás eredetét és a szerzői jogokat jelzi, nem szolgál a cikkben szereplő információk forrásmegjelöléseként.